# 美国体育
与其它国家一样，体育在美国是民族文化一个重要的组成部分。美国体育与其它地区相比有很大的不同。首先美国人喜欢一些特别在美国流行的体育项目，例如与美式足球、棒球、篮球和冰球相比，在全球火爆的足球在美国是一个比较冷门的体育项目，但随着越来越多的少年从事这项世界上最受欢迎的运动，足球亦被认为是在美国最有潜力发展的运动。此外美国体育的组织也与许多其它地区不同，由於體育在美國還可以是營利事業，許多規範也趨於觀賞性，使得和國際的常見比賽出現了落差，部分運動形成美國主導的準則。在美国学校和大学在体育方面拥有重要的作用，甚至對於職業前途都是重要的，許多政治人物在校即是球隊隊長，此外體育競賽收入、體育用品的在美國所帶來的經濟潛值非常高，比起普通外國運動組織僅強調競技性，體育商業化市場成熟而規模巨大，吸引大量體育好手赴美成為職業運動員，對於運動生涯的重要性不亞於參加國際比賽，這些體育明星的收入甚至比當國家隊選手高出數倍。

## 社会意义
在美国体育是最受欢迎的业余活动，因此有极其重要的社会作用。许多美国人不是主动参加体育活动，就是被动作为观众参加体育比赛。在业余体育方面分业余消遣和业余比赛。在业余消遣中徒步旅行、散步、划船、打猎和钓鱼最受欢迎。在体育比赛中所体现出来的美德如团体精神、公正、纪律和耐久性在美国社会中有很高的声望。尤其在团体性运动如棒球、篮球、橄榄球和排球中这些美德可以体现出来，因此这些球类也在业余体育中特别受欢迎。不过一些单人运动如游泳、高尔夫球、网球、保龄球和田径运动也很受欢迎。最有影响的业余体育组织是业余竞技协会。
美国人也很喜欢（直接在赛场或者通过电视转播）观看体育比赛。最受欢迎的体育比赛是棒球、篮球和美式橄榄球。在西部州里牛仔竞技表演也很受欢迎。
美国政府也赞助体育。美国政府主动推动和鼓励国民参加体育运动。

## 受欢迎的体育项目

### 美式足球

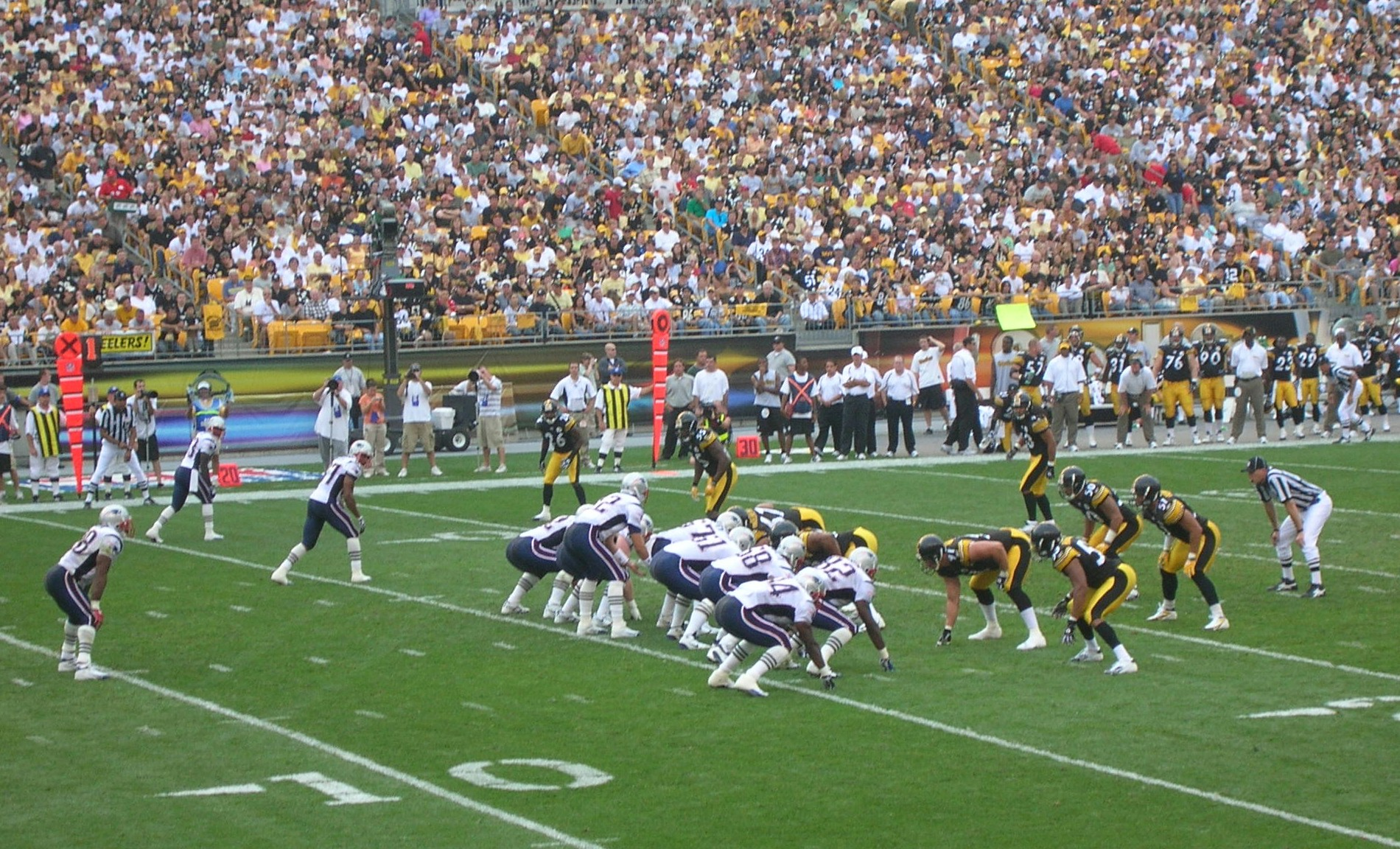
美國最大的職業美式足球聯盟NFL的比賽。

美式足球是19世纪里从英国足球演变出来的。它是美国最受欢迎的一种体育运动，每年有上千球员和上百万观众。尤其大學的球队的比赛为著名。今天美国有600多个大學球队，每年有3500万以上观众。
國家美式足球聯盟是美式足球的最重要的协会。其比赛的高潮是每个赛季结束时的夺取冠军的超級盃比赛。

### 棒球

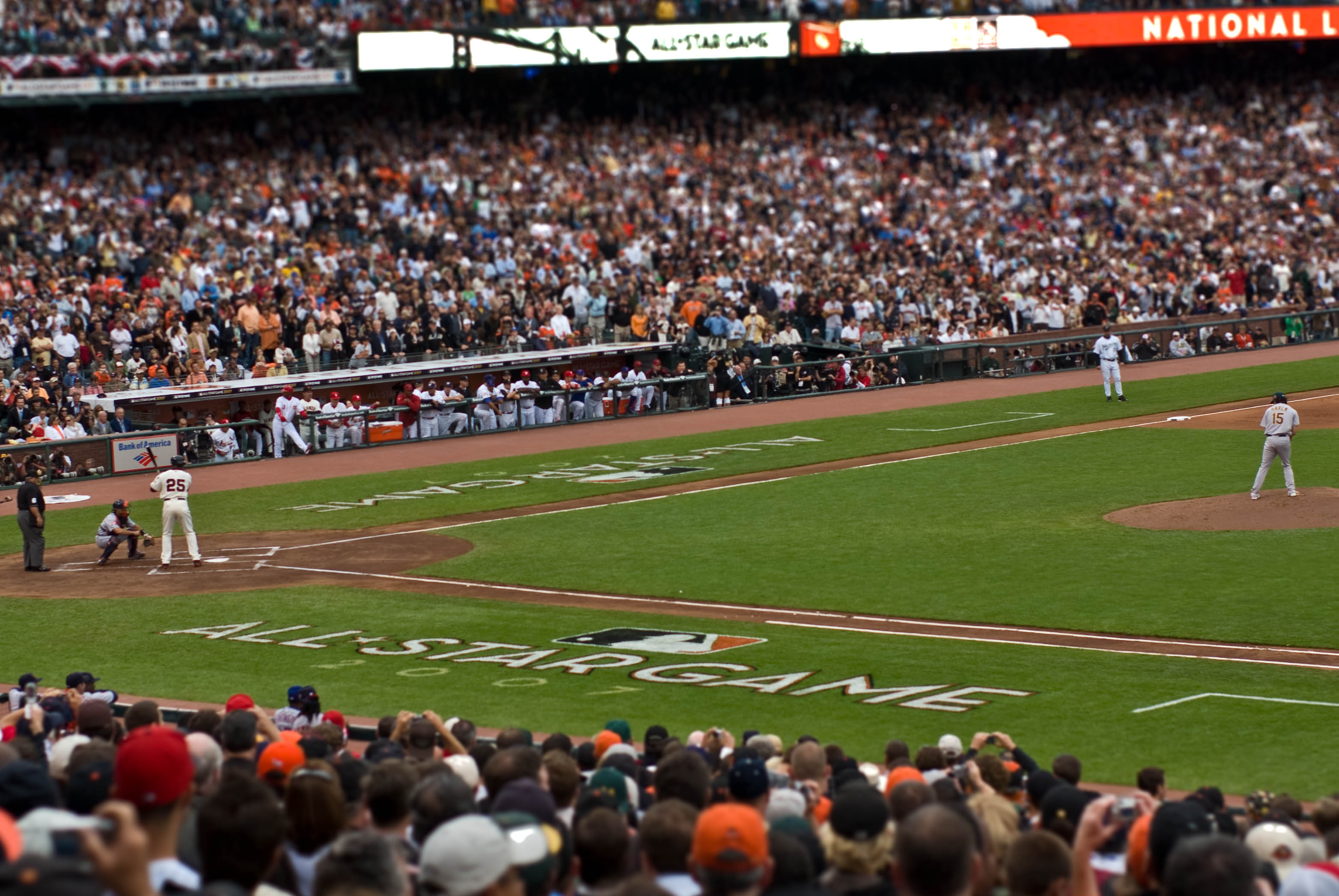
美國最大的職業棒球聯賽MLB的比賽。

棒球在美国非常普及，许多美国人在童年时候玩过棒球，因此棒球也被称为美国的“國民運動”。今天的棒球源于19世纪的一种儿童游戏。现在每年有上百万观众去赛场观看职业棒球比赛，更多的观众通过广播和电视观看比赛。
美國职业棒球大聯盟的赛季从每年的四月至十月。美國職業棒球大聯盟的冠軍賽稱為世界大賽。
19世紀末美国棒球也传到日本，并且在日本，南韓及台灣等亞洲國家以及地区非常流行，同時在古巴和許多加勒比海国家棒球也很普及。

### 篮球

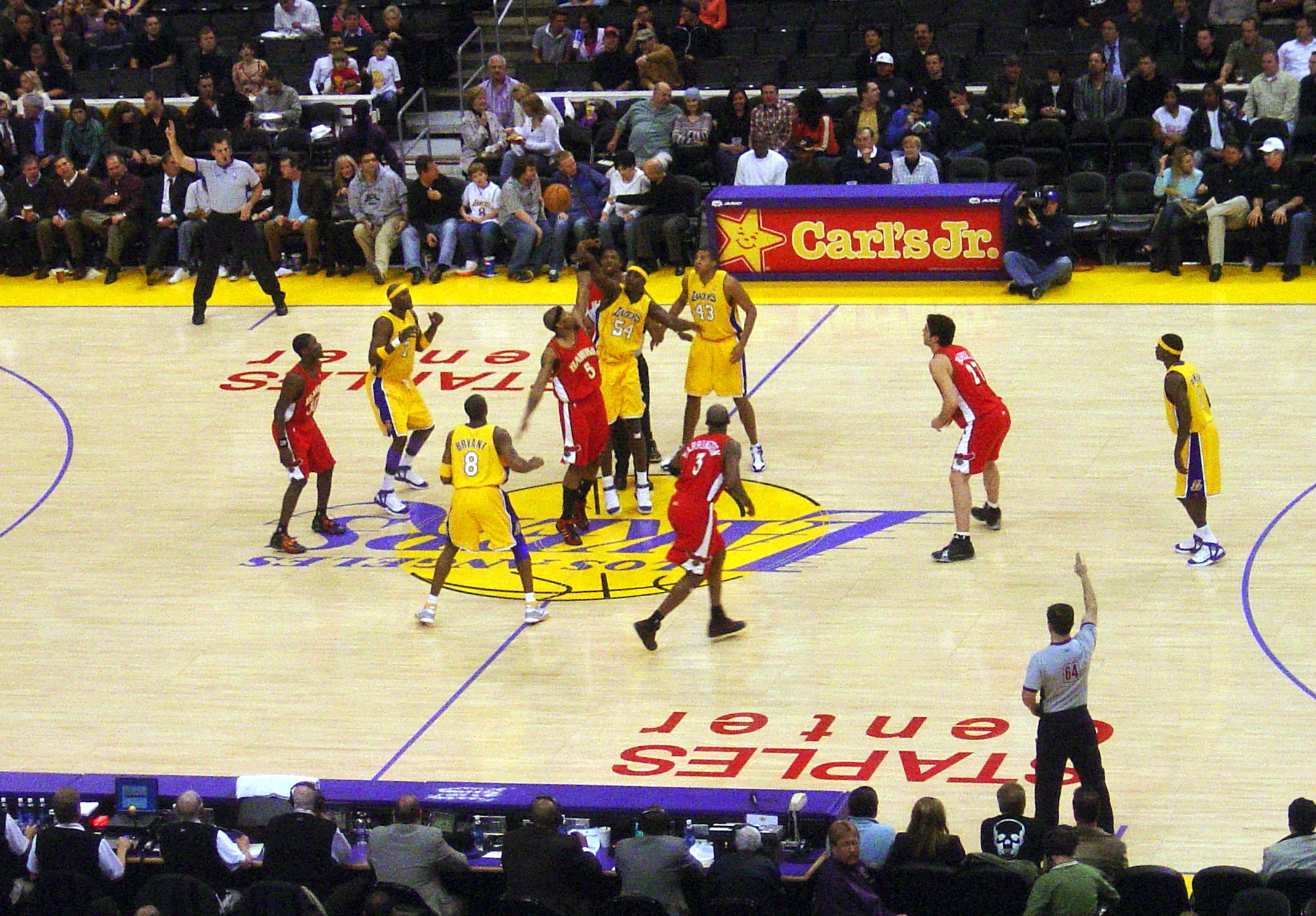
美國最大的職業籃球聯賽NBA的比賽。

篮球是1891年被发明的。由于它条件简单、在室内比赛，而且比赛速度高和身体对抗激烈、规则简单，因此很快得到普及。今天在美国有2.5亿人参加篮球运动，而美国篮球实力在全世界呈垄断性第一，又被称为“篮球王国”。
美国职业篮球联赛一共有30个球队，分东西两个区域。赛期结束后两个区的冠军比赛夺取美国职业篮球联赛冠军的NBA总冠军。

### 冰球

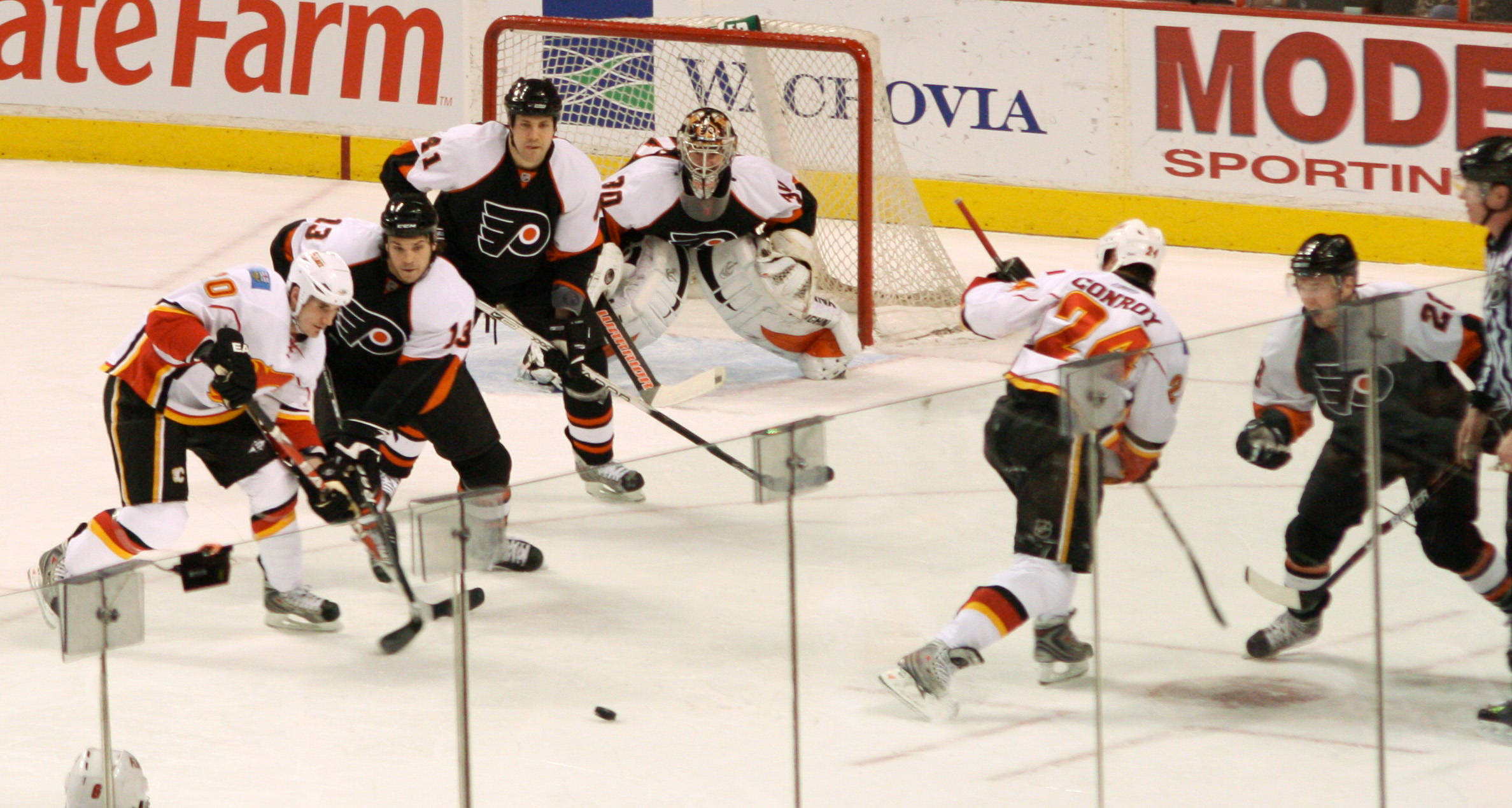
美國最大的職業冰球聯賽NHL的比賽。

在美国和加拿大冰球是继棒球、美式足球和篮球后最受欢迎的体育项目了。
职业冰球队的协会是国家冰球联盟。与棒球一样联赛比赛时分东西两个区。最后产生的16个最强队通过淘汰赛的形式产生一个冠军，其奖杯是斯坦利杯。出于自然条件大多数球队来自北方，但是也有一些球队来自南方和西方。

### 足球

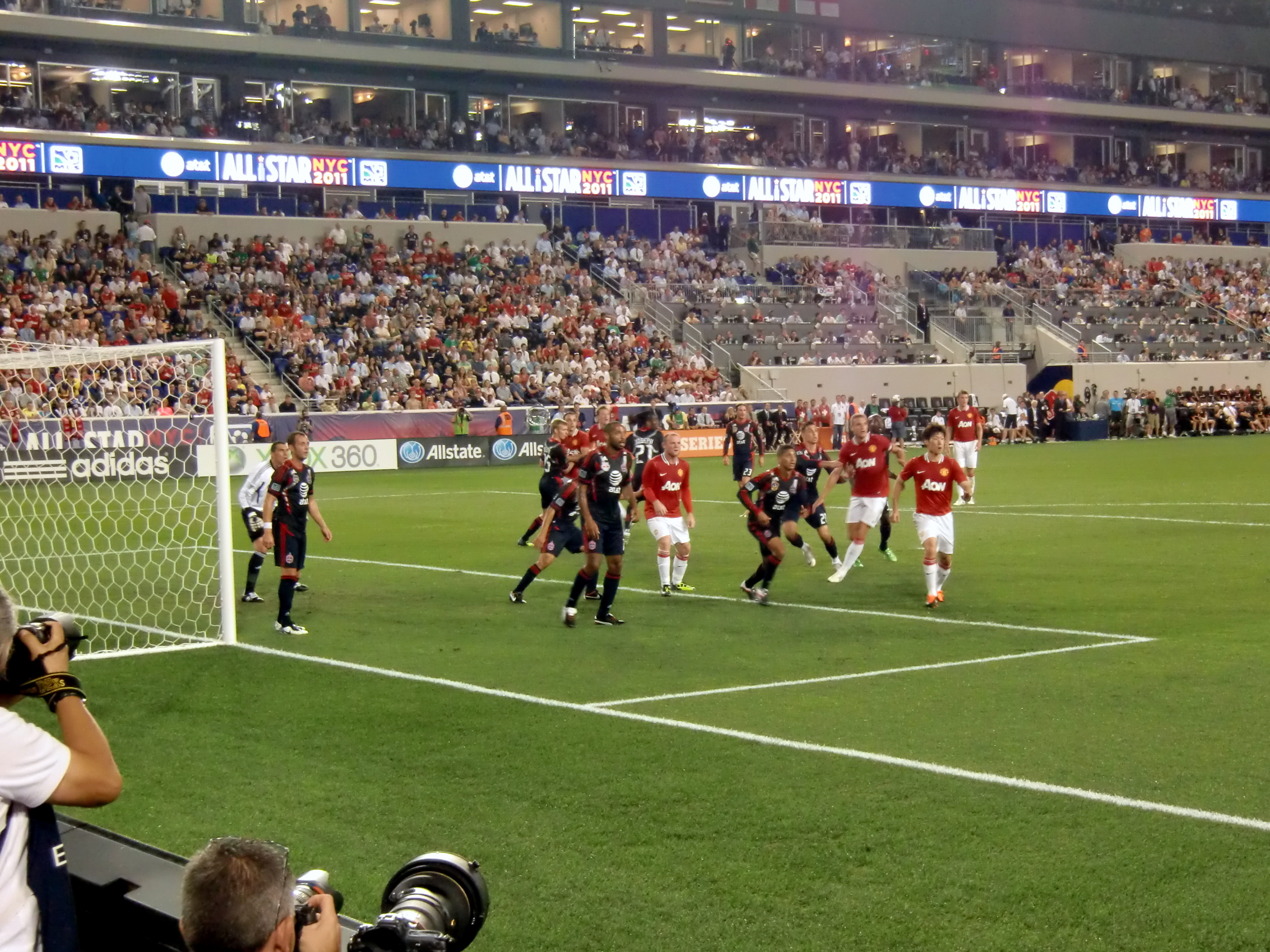
美國最大的職業足球聯賽MLS的比賽。

一直到1970年代足球在美国基本上没有任何作用。北美足球联盟试图通过邀请外国知名球员赴美的方式来提高足球的知名度。由此这个体育项目在美国越来越受欢迎了。1994年世界盃足球賽在美国举行，进一步推广了这项体育。1993年美國職業足球大聯盟成立。目前有二十一个球队参加其联赛，而大联盟中拥有一些世界知名的足球运动员，比如洛衫矶队的，以及2007年夏季加盟的大卫·贝克汉姆等等。2006年世界杯足球赛前夕，一项数据统计出美国的12岁以下少年从事运动项目人数中，从事足球项目的孩子最多，这被许多美国人看作是数年后足球在美国崛起的征兆之一。而在2006年世界杯美国国家足球队出征德国前，总统小布希也破天荒的在公众场合公开鼓励了这个国家的足球队，“虽然我不知道他们究竟能在德国走多远，但我还是要祝福他们。”至2018年截止，美國已參加過6次世界盃。
尤其美国的女子足球队非常成功，1991年她们就获得世界冠军，1999年她们再次夺冠。同時至目前都獲得奧運及世界杯的冠軍各4次。

## 国际体育竞赛
美国政府支持国际体育竞赛，因为这些活动提供展示美国文化和促进国家之间的关系的机会。此外这些事件也有重要的经济影响。美国支持国际体育竞赛的历史悠长。成千上万运动员曾经代表美国参加比赛。
在国际体育竞赛中美国始终非常成功。最重要的国际体育竞赛显然是奥林匹克运动会。美国共八次组办冬季或夏季奥运会。夏季奥运会有1904年（圣路易斯）、1932年、1984年（均在洛杉矶）和1996年（亚特兰大）。冬季奥运会有1932年、1980年（均在普萊西德湖）、1960年（斯闊谷）和2002年（盐湖城）。
此外美国还参加美洲运动会、残疾人奥运会、特殊奥林匹克运动会、友好运动会、世界運動會、大学生运动会和美洲土著人运动会。
在许多项目的国际比赛中美国运动员非常出色，比如兰斯·阿姆斯特朗（自行车）、泰格·伍兹（高尔夫球）等。在网球运动中安德烈·阿加西、维纳斯和塞雷娜·威廉姆斯只是众多出色运动员中的几个例子。
美国在大型国际运动会的成绩：
夏季奥运会：975金759银667铜  2401枚奖牌（美洲第1，世界第1）
冬季奥运会：87金95银71铜 253枚奖牌（美洲第1，世界第3）
世界运动会：114金106银91铜  311枚奖牌（美洲第1，世界第2）
夏季大运会：443金376银338铜 1157枚奖牌（美洲第1，世界第1)
冬季大运会：31金45银52铜 126枚奖牌（美洲第1，世界第11）
世界武搏运动会：4银3铜 7枚奖牌（美洲第3，世界第38）
夏季青年奥运会：4金9银8铜 21枚奖牌（美洲第2，世界第13）
冬季青年奥运会：2金3银3铜 8枚奖牌（美洲第1，世界第10）

## 组织

### 业余体育

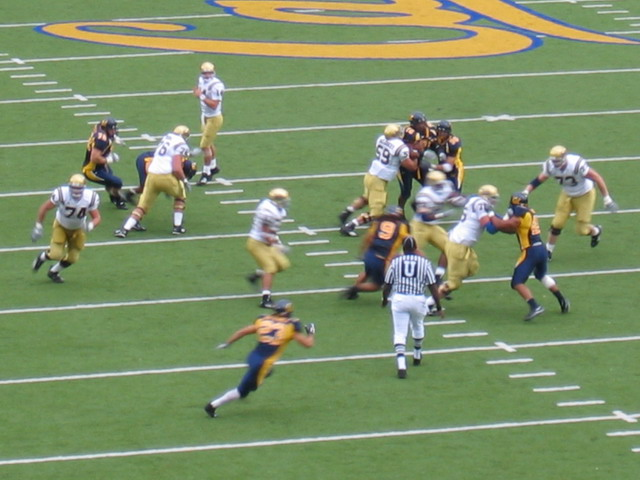
高校橄榄球

美国二级和三级教育系统的体育的联盟是在其它国家中没有的。上百万学生参加高校和大学组织的体育运动。许多学校因为学生的体育能力而授予其入学的权利，不过他们的入学条件虽然被降低，他们还是必须满足一定的、最低的要求的。
学校和大学体育在美国起一个发展教育的作用，有点类似其它国家里青少年俱乐部的作用。职业体育团体则从毕业的大学生运动员中征录运动员。
尤其高校的篮球和橄榄球比赛的观众往往超过职业比赛。

### 职业体育
美国没有综合所有职业体育项目的最高的国家性体育团体，每个体育项目组织自己的联赛联盟。
所有美国体育联赛均使用同样的时间表。赛季结束后进行季后赛来产生国家冠军。
国际体育比赛的重要性不像在其它国家里那样高。

### 政府管理
美国政府没有监视和管理体育的机构。美国国会的美国奥林匹克委员会管理美国参加奥运会的事务以及促进业余体育。国会本身介入体育的一些事物，比如大学运动员的男女平等、体育中的毒品滥用以及联赛中的反托拉斯立法。

## 媒体
从广播的早期开始体育在美国的广播中就有重要的地位。今天美国的电视台每年支出上百万美元来购买播放比赛的权利，一场比赛可以中断多少次来播放广告也是一个重要争论内容。播放体育比赛中断的广告的收入是电视台的重要收入。美国球队不在他们的运动衣上做广告。
有线电视和卫星电视使得电视台的观众范围扩大。1979年第一家美国完全体育有线电视台开始播放。
虽然体育在美国的市场非常大，但是美国没有一份全国性的体育日报。这主要是由于地理原因造成的，由于美国跨越四个时区，因此在西部比赛结束前在东部就要印报了，因此报纸无法全国性地报道。美国有多份全国性的体育杂志，其中最著名的有体育画报。

## 请参看
- 美国文化
- 美国